# Élections européennes de 2019 aux Pays-Bas
Les élections européennes de 2019 aux Pays-Bas sont les élections des députés de la neuvième législature du Parlement européen, qui se déroulent du 23 mai au 26 mai 2019 dans tous les États membres de l'Union européenne, dont les Pays-Bas où elles ont lieu le 23 mai 2019.
Trois des 29 élus — un pour le VVD, un pour le FvD et un pour le PVV — ne siègent qu'après l'entrée en vigueur du Brexit, car les Pays-Bas bénéficient de trois sièges supplémentaires, à la suite de la redistribution partielle des sièges du Royaume-Uni.

## Mode de scrutin
Les députés européens néerlandais sont élus au scrutin proportionnel plurinominal. De plus, lors de ces élections, les partis politiques ont la possibilité de former des alliances électorales. Les sièges sont répartis entre les partis et alliances électorales ayant dépassé le quota électoral (équivalent au nombre de suffrages exprimés divisés par le nombre de sièges) suivant la méthode d'Hondt.
Tout citoyen néerlandais âgé de 18 ans et plus, le jour de l'élection, peut voter et se porter candidat lors de ces élections. De plus, les citoyens européens, également âgé de 18 ans et plus le jour de l'élection et non-privés de leur droit de vote dans leur pays d'origine, peuvent voter et se porter candidats lors de ces élections. Aussi, depuis les élections européennes de 2009, les résidents des Antilles néerlandaises et d'Aruba peuvent prendre part au scrutin.

## Contexte
Au niveau européen, le scrutin intervient dans un contexte inédit. La mandature 2014-2019 a en effet vu intervenir plusieurs événements susceptibles d'influer durablement sur la situation politique européenne, comme le référendum sur l'appartenance du Royaume-Uni à l'Union européenne en 2016, l'arrivée ou la reconduction au pouvoir dans plusieurs pays de gouvernements eurosceptiques et populistes (en Hongrie en 2014, en Pologne en 2015, en Autriche en 2017 et en Italie en 2018) et l'adoption de l'accord de Paris sur le climat en 2015. Les élections interviennent alors que la Commission européenne est présidée depuis 15 ans par le Parti populaire européen (PPE) ; la Commission sortante, présidée par Jean-Claude Juncker, rassemble des membres du PPE, de l'Alliance des libéraux et des démocrates pour l'Europe et du Parti socialiste européen.
Aux Pays-Bas, le premier ministre Mark Rutte est, depuis les élections législatives de 2017, à la tête d'un gouvernement regroupant des partis de droite et du centre: le Parti populaire pour la liberté et la démocratie (VVD), les Démocrates 66 (D66), l'Appel chrétien-démocrate (CDA) et l'Union chrétienne (CU). Les élections municipales de 2018 témoignent du recul des partis du la coalition gouvernementale, au bénéfice notamment de la Gauche verte qui remportent notamment les élections à Amsterdam et Utrecht. Les élections provinciales de mars 2019 confirment cette tendance. Elles sont aussi marquées par la progression soudaine du parti de droite radicale Forum pour la démocratie, fondé en 2016 et qui devrait devenir le premier parti à la première chambre des États généraux (le Sénat néerlandais), au détriment des partis de la coalition gouvernementale et du parti d'extrême droite PVV.

## Campagne

### Partis et candidats
| Parti politique | Parti politique                                        | Positionnement et idéologie                                         | Tête de liste        | Affiliation européenne | Députés sortants | Députés sortants |
| Parti politique | Parti politique                                        | Positionnement et idéologie                                         | Tête de liste        | Affiliation européenne | Nombre           | Groupe politique |
| --------------- | ------------------------------------------------------ | ------------------------------------------------------------------- | -------------------- | ---------------------- | ---------------- | ---------------- |
|                 | Appel chrétien-démocrate (CDA)                         | Centre droit Démocratie chrétienne                                  | Esther de Lange      | PPE                    | 5 / 26           | PPE              |
|                 | Démocrates 66 (D66)                                    | Centre Social-libéralisme                                           | Sophie in 't Veld    | ALDE                   | 4 / 26           | ADLE             |
|                 | Parti pour la liberté (PVV)                            | Droite à extrême droite Nationalisme                                | Marcel de Graaff     |                        | 4 / 26           | ENL              |
|                 | Parti populaire pour la liberté et la démocratie (VVD) | Centre droit Libéral-conservatisme                                  | Malik Azmani         | ALDE                   | 3 / 26           | ADLE             |
|                 | Parti travailliste (PvdA)                              | Centre gauche Social-démocratie                                     | Frans Timmermans     | PSE                    | 3 / 26           | S&D              |
|                 | Parti socialiste (SP)                                  | Gauche à gauche radicale Social démocratie, socialisme démocratique | Arnout Hoekstra (nl) |                        | 2 / 26           | GUE/NGL          |
|                 | Gauche verte                                           | centre gauche Écologie politique                                    | Bas Eickhout         | PVE                    | 2 / 26           | Verts/ALE        |
|                 | Union chrétienne-Parti politique réformé (CU-SGP)      | Droite Démocratie chrétienne, Conservatisme social                  | Peter van Dalen      | MPCE                   | 2 / 26           | CRE              |
|                 | Parti pour les animaux (PvdD)                          | Centre gauche Défense des animaux, Écologisme                       | Anja Hazekamp        |                        | 1 / 26           | GUE/NGL          |
|                 | 50 Plus                                                | Centre Défense des retraités                                        | Toine Manders        |                        | 0 / 26           |                  |
|                 | Denk                                                   | Gauche Antiracisme, défense des Néerlandais d'origine étrangère     | Ayhan Tonca (nl)     |                        | 0 / 26           |                  |
|                 | Forum pour la démocratie (FvD)                         | Droite radicale national-conservatisme, euroscepticisme             | Derk Jan Eppink      |                        | 0 / 26           |                  |
|                 | Jésus est vivant                                       | Droite Évangélisme                                                  | Florens van der Spek |                        | 0 / 26           |                  |
|                 | Les Verts                                              | Centre gauche Écologie politique                                    | Paul Berendsen       | PVE                    | 0 / 26           |                  |
|                 | vandeRegio & Parti pirate                              | Centre                                                              | Sent Wierda          |                        | 0 / 26           |                  |
|                 | Volt Pays-Bas                                          | Centre Social-libéralisme, fédéralisme européen                     | Reinier van Lanschot |                        | 0 / 26           |                  |

### Sondages
| Sondeur           | Date          | SP    | Denk  | GL     | PvdA   | PvdD  | 50+   | D66    | VVD    | CDA    | CU SGP | FvD    | PVV    | Autres |
| ----------------- | ------------- | ----- | ----- | ------ | ------ | ----- | ----- | ------ | ------ | ------ | ------ | ------ | ------ | ------ |
| Sondeur           | Date          |       |       |        |        |       |       |        |        |        |        |        |        |        |
| IPSOS             | 21 mai 2019   | 4,5 % | 1,8 % | 10,3 % | 10,4 % | 3,2 % | 3,3 % | 7,6 %  | 15,6 % | 11,5 % | 6,6 %  | 14,9 % | 7,2 %  | 2,9 %  |
| Kantar Public     | 21 mai 2019   | 5,8 % | 1,2 % | 11,0 % | 15,0 % | 4,1 % | 4,9 % | 7,5 %  | 17,0 % | 7,9 %  | 5,9 %  | 13,1 % | 5,2 %  | 1,4 %  |
| Peil              | 19 mai 2019   | 4,0 % | 2,0 % | 8,0 %  | 13,0 % | 4,5 % | 3,0 % | 7,5 %  | 15,0 % | 12,5 % | 8,0 %  | 15,0 % | 4,0 %  | 3,5 %  |
| I&O Research      | 14 mai 2019   | 4,7 % | --    | 12,1 % | 11,8 % | 3,5 % | 3,3 % | 7,1 %  | 15,5 % | 9,6 %  | 6,6 %  | 12,9 % | 8,5 %  | 1,8 %  |
| IPSOS             | 13 mai 2019   | 4,4 % | 1,0 % | 9,7 %  | 11,1 % | 3,7 % | 3,3 % | 8,9 %  | 16,8 % | 11,2 % | 5,6 %  | 15,5 % | 6,2 %  | --     |
| IPSOS             | 29 avril 2019 | 5,7 % | 1,2 % | 9,6 %  | 7,8 %  | 4,2 % | 3,5 % | 6,5 %  | 18,1 % | 9,3 %  | 7,1 %  | 16,9 % | 9,0 %  | --     |
| I&O Research      | 24 avril 2019 | 7,7 % | --    | 12,7 % | 9,0 %  | 2,9 % | 2,9 % | 10,0 % | 17,2 % | 7,8 %  | 7,4 %  | 14,7 % | 5,9 %  | 1,7 %  |
| Élections de 2014 | 22 mai 2014   | 9,6 % | /     | 7,0 %  | 9,4 %  | 4,2 % | 3,7 % | 15,5%  | 12,0 % | 15,2 % | 7,7 %  | /      | 13,3 % | 2,4 %  |

## Résultats
Le Parti travailliste est arrivé en tête, succès attribué à la tête de liste Frans Timmermans, candidat à la présidence de la Commission de Bruxelles. Le parti est suivi de la formation du premier ministre Mark Rutte, Parti populaire pour la liberté et la démocratie. Le Forum pour la démocratie, annoncé comme favori, confirme son ancrage dans le pays mais n'a pas réussi la percée escomptée; en revanche, il a réussi à effacer le Parti pour la liberté qui ne possède plus aucun siège. Les écologistes de Gauche verte gagnent un siège, confirmant les bons résultats des écologistes chez les voisins européens (Allemagne, France). Le Parti socialiste a souffert du bon résultat des autres listes de gauche et perd ses sièges également.
| Parti ou coalition       | Parti ou coalition                                     | Voix       | %     | +/-  | Sièges | +/-           | Groupe    | Groupe |
| ------------------------ | ------------------------------------------------------ | ---------- | ----- | ---- | ------ | ------------- | --------- | ------ |
|                          | Parti travailliste (PvdA)                              | 1 045 274  | 19,01 | 9,61 | 6      | 3             | S&D       |        |
|                          | Parti populaire pour la liberté et la démocratie (VVD) | 805 100    | 14,64 | 2,62 | 5      | 2             | RE        |        |
|                          | Appel chrétien-démocrate (CDA)                         | 669 555    | 12,18 | 3,00 | 4      | 1             | PPE       |        |
|                          | Forum pour la démocratie (FvD)                         | 602 507    | 10,96 | Nv.  | 4      | 4             | CRE       |        |
|                          | Gauche verte (GL)                                      | 599 283    | 10,90 | 3,92 | 3      | 1             | Verts/ALE |        |
|                          | Démocrates 66 (D66)                                    | 389 692    | 7,09  | 8,39 | 2      | 2             | RE        |        |
|                          | Union chrétienne - Parti politique réformé (CU-SGP)    | 375 660    | 6,83  | 0,84 | 2      | en stagnation | PPE/CRE   |        |
|                          | Parti pour les animaux (PvdD)                          | 220 938    | 4,02  | 0,19 | 1      | en stagnation | GUE/NGL   |        |
|                          | 50 Plus (50+)                                          | 215 199    | 3,91  | 0,22 | 1      | 1             | PPE       |        |
|                          | Parti pour la liberté (PVV)                            | 194 178    | 3,53  | 9,79 | 1      | 3             | ID        |        |
|                          | Parti socialiste (SP)                                  | 185 224    | 3,37  | 6,27 | 0      | 2             |           |        |
|                          | Volt Pays-Bas                                          | 106 004    | 1,93  | Nv.  | 0      | en stagnation |           |        |
|                          | Denk                                                   | 60 669     | 1,10  | Nv.  | 0      | en stagnation |           |        |
|                          | vandeRegio & Parti pirate                              | 10 692     | 0,19  | Nv.  | 0      | en stagnation |           |        |
|                          | Les Verts                                              | 9 546      | 0,17  | 0,06 | 0      | en stagnation |           |        |
|                          | Jésus est vivant (nl)                                  | 8 292      | 0,15  | Nv.  | 0      | en stagnation |           |        |
|                          |                                                        |            |       |      |        |               |           |        |
| Votes valides            | Votes valides                                          | 5 497 813  | 99,8  |      |        |               |           |        |
| Votes blancs et nuls     | Votes blancs et nuls                                   | 21 693     | 0,4   |      |        |               |           |        |
| Total                    | Total                                                  | 5 519 776  | 100   | -    | 29     | 3             | -         |        |
| Abstentions              | Abstentions                                            | 7 644 912  | 58,07 |      |        |               |           |        |
| Inscrits / Participation | Inscrits / Participation                               | 13 164 688 | 41,93 |      |        |               |           |        |